# Agrostis asperifolia
Agrostis asperifolia é uma espécie de gramínea do gênero Agrostis, pertencente à família Poaceae.